# Leschaux
Leschaux is een gemeente in het Franse departement Haute-Savoie (regio Auvergne-Rhône-Alpes) en telt 257 inwoners (1999). De plaats maakt deel uit van het arrondissement Annecy.

## Geografie
De oppervlakte van Leschaux bedraagt 12,6 km², de bevolkingsdichtheid is 20,4 inwoners per km².
De onderstaande kaart toont de ligging van Leschaux met de belangrijkste infrastructuur en aangrenzende gemeenten.

## Demografie
Onderstaande figuur toont het verloop van het inwonertal (bron: INSEE-tellingen).